# الرمان (ملوسة)
الرمان هي إحدى مشيخات المملكة المغربية، تتبع جغرافيا لإقليم الفحص أنجرة وإداريًا لملوسة. يقدر عدد سكانها بـ 2628 نسمة حسب الإحصاء الرسمي للسكان لسنة 2004م.